# Clarée
Clarée este o arie protejată (sit de importanță comunitară — SCI) din Franța întinsă pe o suprafață de 25.681 ha, integral pe uscat.

## Localizare
Centrul sitului Clarée este situat la coordonatele 45°01′05″N 6°37′08″E / 45.01806°N 6.61889°E.

## Înființare
Situl Clarée a fost declarat arie specială de conservare în baza directivei 92/43 din 1992 referitoare la conservarea habitatelor naturale și a faunei și florei sălbatice pentru a proteja 2 specii de plante și 7 specii de animale.

## Biodiversitate
Situată în ecoregiunea alpină, aria protejată conține 36 de habitate naturale: Păduri montane și subalpine de Pinus uncinata (* dezvoltate pe substrat gipsos sau calcaros), Ape stătătoare oligotrofe până la mezotrofe, cu vegetație de Littorelletea uniflorae și/sau de Isoëto-Nanojuncetea, Râuri de munte și vegetația erbacee de pe malurile acestora, Râuri de munte și vegetația lor lemnoasă cu Myricaria germanica, Râuri de munte și vegetația lor lemnoasă cu Salix elaeagnos, Pajiști alpine și boreale, Formațiuni de Juniperus communis pe lande sau pajiști calcaroase, Pajiști alpine și subalpine calcaroase, Pajiști uscate seminaturale și facies de acoperire cu tufișuri pe substraturi calcaroase (Festuco-Brometalia) (* situri importante pentru orhidee), Formațiuni ierboase bogate în specii de Nardus, dezvoltate pe substraturi silicioase în zone montane (și în zone submontane, în Europa continentală), Fânețe montane, Grohotișuri silicioase de la nivelul montan până la nivelul zăpezii (Androsacetalia alpinae și Galeopsietalia ladani), Grohotișuri calcaroase și de șisturi calcaroase de la nivelul montan până la nivelul alpin (Thlaspietea rotundifolii), Grohotișuri termofile și vest-mediteraneene, Pante stâncoase calcaroase cu vegetație casmofită, Pante stâncoase silicioase cu vegetație casmofită, Roci stâncoase cu vegetație pionieră de Sedo-Scleranthion sau Sedo albi-Veronicion dillenii, Lespezi calcaroase, Păduri aluvionare cu Alnus glutinosa și Fraxinus excelsior (Alno-Padion, Alnion incanae, Salicion albae), Liziere de ierburi înalte hidrofile de câmpie și de nivel montan până la alpin, Păduri montane și subalpine de Pinus uncinata (* dezvoltate pe substrat gipsos sau calcaros), Ape puternic oligomezotrofe cu vegetație bentonică cu Chara spp., Lande oro-mediteraneene cu formațiuni endemice de grozamă, Pajiști cu Molinia pe soluri calcaroase, turboase sau argilos-nămoloase (Molinion caeruleae), Pajiști boreale și alpine pe substrat silicios, Mlaștini alcaline, Lacuri eutrofice naturale cu vegetație de tip Magnopotamion sau Hydrocharition, Tufărișuri subarctice cu Salix spp., Mlaștini turboase de tranziție și turbării mișcătoare, Izvoare petrifiante cu formare de travertin (Cratoneurion), Peșteri inaccesibile publicului, Ghețari permanenți, Formațiuni pioniere alpine de Caricion bicoloris-atrofuscae, Păduri acidofile de Picea de la nivel montan la nivel alpin (Vaccinio-Piceetea), Tufărișuri cu Pinus mugo și Rhododendron hirsutum (Mugo-Rhododendretum hirsuti), Păduri alpine de Larix decidua și/sau Pinus cembra.
La baza desemnării sitului se află mai multe specii protejate:
- plante (2): papucul doamnei (Cypripedium calceolus), Dracocephalum austriacum
- mamifere (4): liliac cârn (Barbastella barbastellus), lupul (Canis lupus), liliac cu urechi de șoarece (Myotis blythii), liliac cărămiziu (Myotis emarginatus)
- nevertebrate (3): molia lunii spaniolă (Actias isabellae), fluturele auriu (Euphydryas aurinia), Euplagia quadripunctaria

Pe lângă speciile protejate, pe teritoriul sitului au mai fost identificate 20 de specii de plante, 1 specie de păsări, 4 specii de mamifere, 3 specii de nevertebrate, 2 specii de reptile.